# Chiến tranh toàn diện

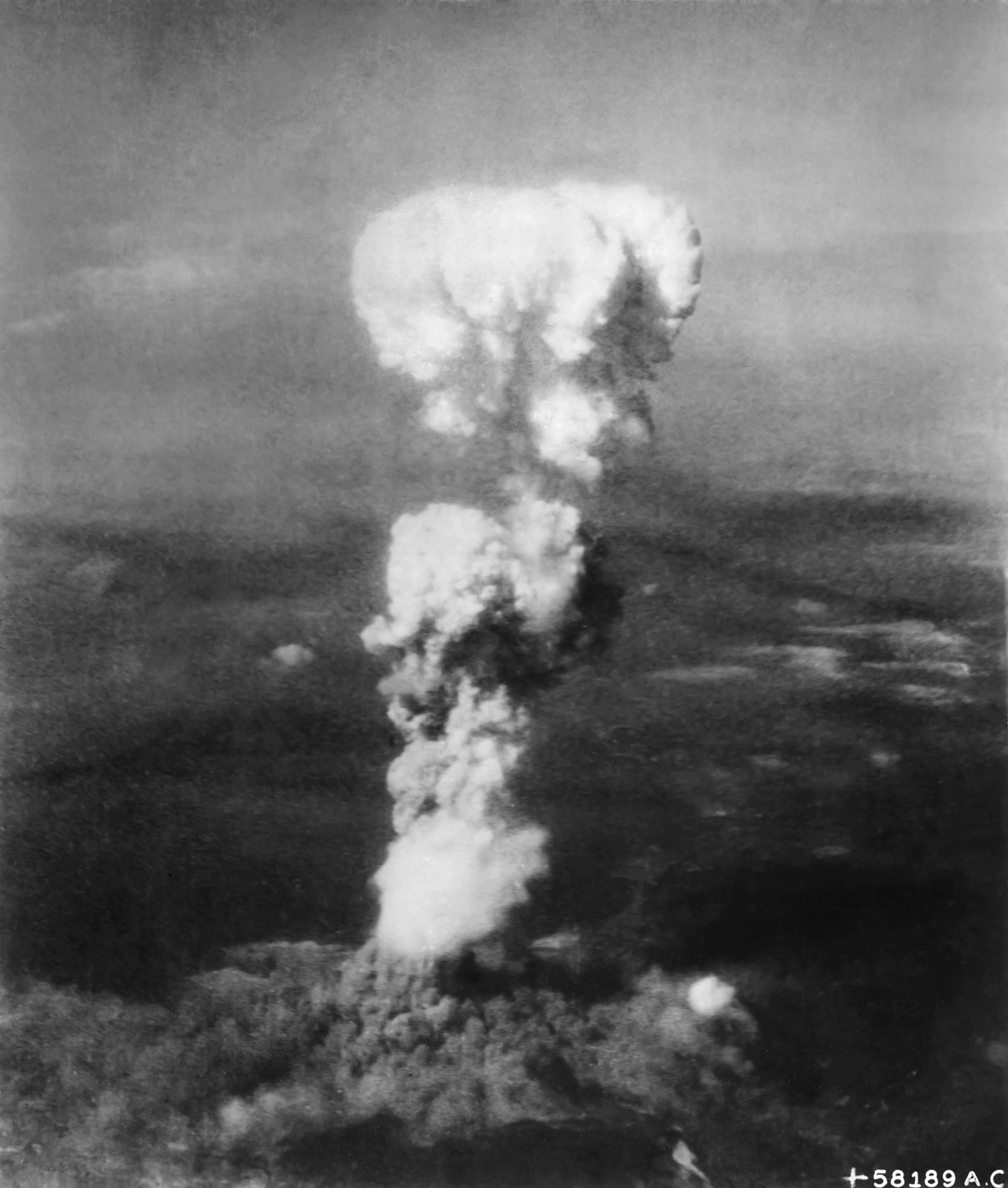
Đám mây hình nấm được sản xuất bởi ném bom nguyên tử của thành phố Hiroshima suốt trong Chiến tranh thế giới thứ hai. Vụ ném bom là một hành động của chiến tranh tổng lực.

Chiến tranh toàn diện hay còn gọi là chiến tranh tổng lực. Khác với các cuộc chiến tranh trước đó (Chiến tranh Bảy Năm, Chiến tranh Napoleon, Đại chiến Bắc Âu, v.v...) thì cục diện chiến tranh không còn được quyết định bởi các trận đánh hay chiến dịch mà quy mô của nó được mở rộng ra, cả về phạm vi và tính chất ác liệt. Nó đánh dấu cho một bước phát triển của nghệ thuật chiến tranh.

## Đặc điểm
Chiến tranh được giải quyết bằng hàng loạt các hoạt động quân sự, ngoại giao, tình báo, kinh tế, phạm vi hoạt động quân sự khổng lồ có tầm ảnh hưởng lớn đến cả trong nước lẫn khu vực, các cuộc chiến được tiến hành cả trên bộ, trên biển, và trên không. Hai bên bóp nghẹt nhau về kinh tế và quân sự, đó thật sự là một sự thử thách về tinh thần cho cả hai bên và bên nào có thể đứng vững trước những thử thách đó sẽ là người chiến thắng.
Thay đổi trong chiến tranh tổng lực so với các cuộc chiến tranh khác có thể kể đến như: chiến trường được mở rộng có khi một phòng tuyến có thể dài hàng trăm kilomét, mức độ ác liệt, thương vong cực cao. Bộ binh xuất hiện trong trận đánh với đội hình tản mát không còn thành những khối quân lớn như trước kia, đồng thời xuất hiện các khí tài quân sự mới như xe tăng, máy bay, súng máy,... hỗ trợ cho bộ binh. Làm chiến trường trở nên ác liệt hơn với nhưng trận đánh, hay chiến dịch quy mô lớn không khoan nhượng của 2 bên vào những vị trí then chốt của nhau (các trung tâm quân sự, hay công nghiệp, các thành phố lớn,v.v...) hoặc chỉ đơn giản đập tan hay làm tiêu hao quân đội đối phương, mà mục đích cuối cùng là bẻ gãy tinh thần của đối phương để chiến thắng.
Quan điểm tiến hành chiến tranh toàn diện còn được hiểu là sự kết hợp chặt chẽ giữa các mặt trận. Mặt trận nào cũng có vị trí quan trọng trong mặt trận quân sự, nhưng chiến thắng trên chiến trường vẫn là yếu tố quyết định.